# モハメド・エルバラダイ
モハメド・エルバラダイ、ムハンマド・エル＝バラーダイー（محمد البرادعي、Mohamed ElBaradei、1942年6月17日 - ）は、エジプトの政治家、官僚。エジプト暫定副大統領、国際原子力機関（IAEA）の第4代事務局長を務めた。2005年、IAEAとともにノーベル平和賞を受賞した。

## 来歴

### 出生 - 外交官時代
1942年、エジプトの首都カイロで生まれた。1962年にカイロ大学法学部を卒業して法学位を取得し、エジプト外務省に入省して外交官のキャリアを進み、ニューヨークとジュネーヴにおいて国際連合のエジプト代表部に勤務した。この間、1974年にニューヨーク大学・ロー・スクールで国際法による博士号を取得している。

### IAEA
1984年以降はIAEA事務局に勤務し、法律顧問（1984年 - 1993年）、事務局長補佐（1993年 - 1997年）と幹部職を歴任した後、1997年に事務局長に就任した。2001年に再選、2005年に3選された。
1991年から続いているイラクの大量破壊兵器査察にも関わっており、2002年にはUNMOVIC（国連監視検証査察委員会）のハンス・ブリクスと共にイラク入りした。開戦直前となった2003年1月の安保理への報告では「核兵器開発については、1999年までの査察でほぼ無効化できた」「イラク側の態度が協力的であれば、あと数ヶ月で査察が完了する」と報告したが、査察期間の延長は行われず、イラク戦争が始まることになった。
2005年、原子力エネルギーの平和的利用に対する貢献を評価され、IAEAとともにノーベル平和賞を受賞した。

### IAEA事務局長退任後
IAEA事務局長を2009年の任期切れを以て退任した後、2010年に母国であるエジプトに帰国し、同年2月に政治団体「変革のための国民協会」を立ち上げて、エジプトの政治改革・民主化を提唱し、ホスニー・ムバーラク大統領による長期独裁政権に反対していた若者層やリベラル派から支持を得た。しかし、体制派のイスラム主義団体指導者が「エジプトのイスラム教徒を惑わそうとしている」などとしてエルバラダイの殺害を呼びかけるファトワを出したため、エジプトを出国しヨーロッパに滞在した。2011年1月にチュニジアでジャスミン革命が成功すると、エルバラダイは1月24日発売のドイツ誌『デア・シュピーゲル』においてチュニジアを引き合いに出し、エジプト国民も行動を起こすべきだと主張した。1月25日よりエジプト全土で大規模な反政府デモ（2011年エジプト騒乱）が発生すると、エルバラダイは27日に滞在先のウィーンより帰国し、28日にカイロ市のデモに参加したが、治安部隊によって一時軟禁下に置かれた。
エルバラダイは1月30日にもデモに参加し、カイロ中心部のタハリール広場で次のように演説をした。
大規模デモによって2月8日にムバーラクが退陣を示唆した後、ムバラクが後継者として軍出身のスレイマーン副大統領へ政権を委譲するかに見えた際、エルバラダイは「革命を起こした民衆を代表していない。古い体制が運営し、軍が先導している」と述べ、スレイマーン陣営との対話を拒否する考えを示した。2月11日にムバラクが正式に大統領を辞任し、権限がエジプト軍最高評議会に移譲されると、エルバラダイは一転して「我々は何十年もこの日を待っていた。軍と協力して自由選挙の準備を進める」と発言した。また、次期エジプト大統領選挙への立候補に前向きな姿勢を見せていたが、2012年1月14日大統領選挙不出馬を表明した。

### 立憲党
2012年4月28日までに、「立憲党」を設立、同党は同年9月16日に政党としての認可を受けた。

### 暫定政権副大統領
2012年の選挙で勝利したムハンマド・ムルシー大統領の政権が2013年7月のクーデターでアブドルファッターフ・アッ＝シーシーに倒されると、2013年7月6日、エルバラダイは暫定首相への就任が有力視されるも就任せず、同年7月9日、外交担当の暫定副大統領に起用され、同年7月14日、就任宣誓を行う。しかし、暫定政権による旧政権支持者のデモに対する攻撃で死傷者が出た事に抗議し、8月14日、在任わずか1か月で辞任した。18日にはエジプトを出国しオーストリアウィーンにある自宅に移った。エルバラダイへの国民からの支持率は非常に低く、影響力が小さいため、辞任による大勢への影響はないとされた。

## 人物
カイロ市郊外に在住している。家族はウィーン・インターナショナルスクール教師のアーイダ夫人との間にライラーおよびムスタファーの2子がいる。